# Celacant

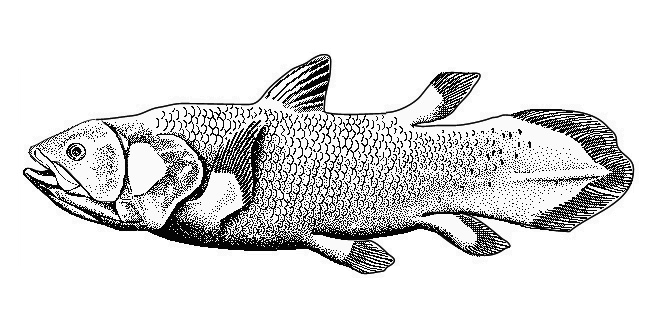
Dibuix d'un celacant

El celacant (Latimeria chalumnae) és una espècie de peix sarcopterigi de l'ordre dels celacantiformes. Representa el llinatge més antic de peixos vius coneguts avui dia ja que es considerava extint des de l'extinció del Cretaci-Paleogen ara fa 65 milions d'anys fins que se'n va extreure un espècimen viu del riu Chalumna, a la costa est de Sud-àfrica, el 1938. D'ençà d'aquell descobriment, se n'han trobat a les Comores, Cèlebes (Indonèsia), Kenya, Tanzània, Moçambic, Madagascar i a l'àrea marina protegida dels aiguamolls del iSimangaliso, a Sud-àfrica.

## Característiques biològiques
El celacant va aparèixer per primer cop en el Carbonífer, ara fa 400-350 milions d'anys. És molt proper als peixos amb pulmons, i va viure en molts tipus d'aigües a la prehistòria. El pes normal d'aquests peixos és d'uns 80 kg. i poden arribar als dos metres de llargada. La seua pell excreta contínuament una substància mucosa i oleaginosa.

## Descoberta

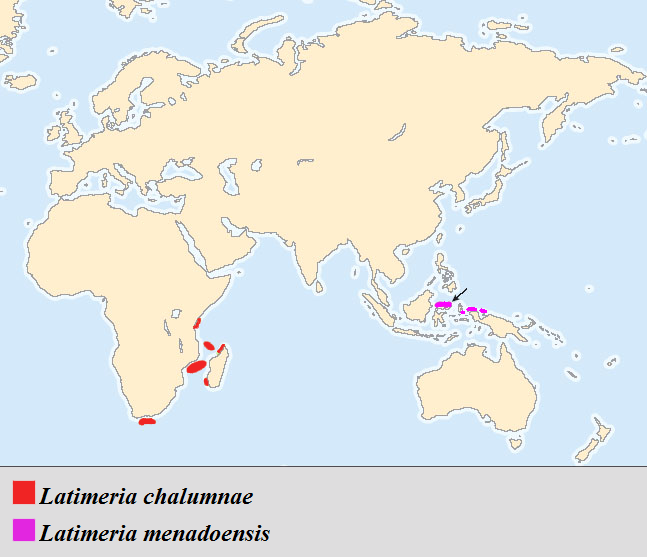
Distribució geogràfica del celacant.

### Primera troballa a Sud-àfrica
Marjorie Courtenay-Latimer, la descobridora de la latimèria, era la conservadora d'un museu a East London, Sud-àfrica. Inspeccionava les captures per veure espècimens inusuals.
El 1938, en donar un cop d'ull a les captures d'un petit vaixell que havia estat pescant taurons prop del riu Chalumna, va veure un peix blau entre la captura. L'agafà i se l'emportà al museu per descobrir quina mena de peix era. Quan veié que no pogué identificar-lo a cap llibre, va contactar amb el seu amic, el professor James Leonard Brierley Smith, però no hi era. Incapaç de conservar el peix, l'envià a un taxidermista. Quan Smith tornà, immediatament el reconegué com un celacant, només conegut al registre fòssil. L'espècie fou anomenada Latimeria chalumnae en honor d'ella i a les aigües on fou trobat.

### Comores
Es va començar una recerca mundial per trobar més celacants, amb una recompensa de 100 lires (una gran suma pels pescadors sud-africans de l'època). Catorze anys després, van trobar-ne més a les Comores, primerament només un sol espècimen, però més tard es descobrí que el peix no era gens estrany pels locals. L'anomenaven gombessa o mame, per ells, un peix inferior que sovint el pescaven per equivocació, ja que, diuen, la seua carn no és gens apetitosa.
Només ara s'entén el significat de les seves espècies amenaçades i cada cop que en pesquen un, el tornen a l'aigua immediatament.

### La segona espècie a Indonèsia
El 1977, Arnaz i Mark Erdmann eren de viatge de noces a Indonèsia i van veure un peix estrany al mercat a Manado Tua, a l'illa de Cèlebes. Arnaz Erdmann el reconegué com una gombessa, però era marró, no pas blau. (Els Erdmanns no s'adonaren que era una nova espècie fins que un expert veié la seva fotografia al web.). El Celacant fou reconegut els anys 90 pels científics. Una anàlisi d'ADN revelà que aquesta espècie, anomenada rajah laut (el rei del mar) pels indonesis, no és relacionada amb la població de les Comores. Va rebre el nom de Latimeria menadoensis.

### Àrea marina protegida de St.Llúcia a Sud-àfrica
A Sud-àfrica, la recerca va continuar. Un bucejador, Rian Bouwer, va perdre la seva vida cercant celacants el juny de 1998.
El 28 d'octubre del 2000 a la badia de Sodwana, dins l'àrea marina protegida de St.Llúcia de Sud-àfrica (ara convertit en el parc dels aiguamolls del iSimangaliso), tres bussejadors d'aigües profundes - Pieter Venter, Peter Timm i Etiénne le Roux - van fer un inmerssió a 104 metres quan de sobte aparegué un celacant. No el van poder enregistrar en bussejar sense càmeres.
Anomenant-se a si mateixos "SA Coelacanth Expedition 2000", el grup tornà, aquest cop amb molts altres membres. El 26 de novembre feren una immersió, però no en trobaren cap. L'endemà, quatre membres del grup - Pieter Venter, Gilbert Gunn, Christo Serfontein i Dennis Harding - tornaren a baixar. Movent-se de caverna en caverna, trobaren tres celacants. El més gran feia entre 1,5 i 1,8 metres de llargària, els altres dos 1,2 i 1 metre. Qui portava la càmera prengué vídeos i fotografies. Després, això no obstant, un desastre ocorregué. Christo de cop i volta s'enfonsà i Dennis Harding l'apujà cap a la superfície a una ascensió incontrolada. En Harding es queixava de mal al clatell i va morir al vaixell. Aparentment va patir una embòlia cerebral. Christo es va recuperar.
Tanmateix, la troballa fou una gran notícia a Sud-àfrica. El març-abril del 2002, el submergible Jago i Fricke Dive Team van descendir a les fondàries de Sodwana i observaren 15 celacants, un d'ells era prenyat. També van prendre mostres de pell.

## Taxonomia
Coelacanthimorpha o Actinistia són de vegades emprats per designar el grup de Sarcopterigis que contenen els Coelacanthiformes.

## Imatges

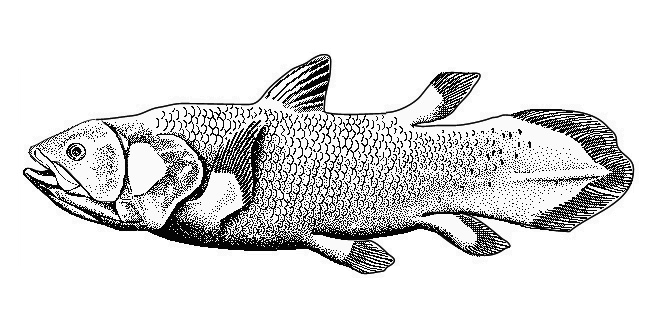
Dibuix d'un celacant
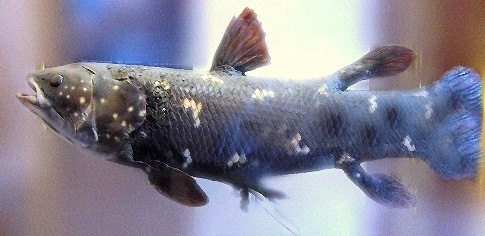
Latimeria chalumnae
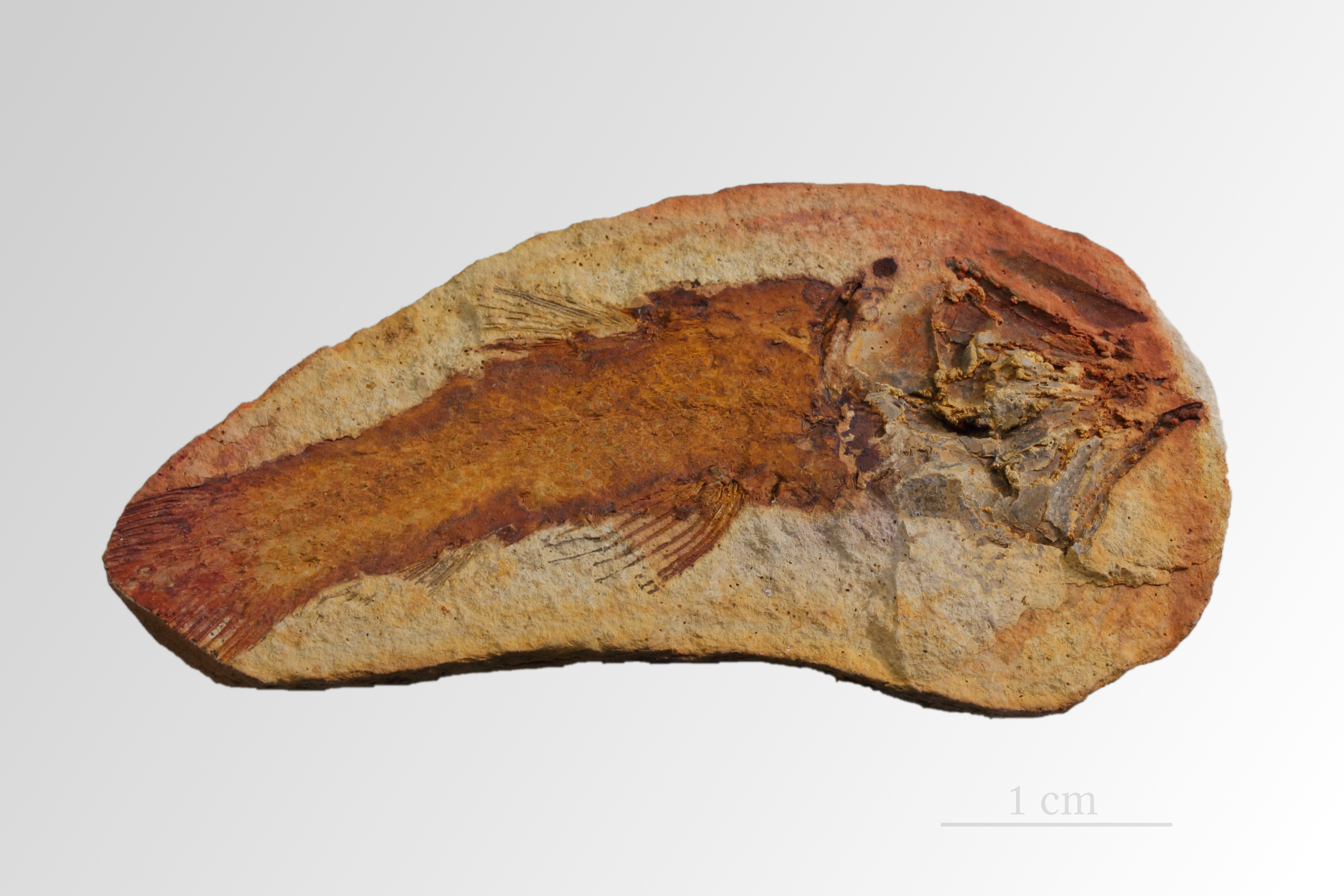
Whiteia woodwardi